# Obersthof- und Landjägermeister
L' Obersthof- und Landjägermeister (detto anche Oberst-Jägermeister, Oberstjägermeister o kaiserlicher Oberstjägermeister, in italiano: Supremo maestro di caccia o Gran cacciatore imperiale) era il responsabile delle cacce di corte del Sacro Romano Impero.
Originariamente, la figura del supremo maestro di caccia aveva il compito di rimanere accanto all'imperatore durante le battute di caccia. Proponeva un programma di cacce e inseguimenti a seconda della stagione più adatta, era responsabile della quantità di selvaggina presente nei terreni di caccia, delle cui condizioni doveva avere una buona visione d'insieme. A lui erano subordinati guardaboschi, segretari, scrivani, cappellani, conduttori di cani, fabbri, stallieri da campo, fabbri, cacciatori e altre forze ausiliarie alla caccia. Successivamente gli fu subordinato anche l'ufficio di falconiere di corte.

## GliObersthof- und Landjägermeisternel Sacro Romano Impero
- 1712–1724 Hartman del Liechtenstein (1666–1728)
- 1724–1746 Johann Julius von Hardegg (1676–1746)
- 1746–1758 Karl Anton von Harrach (1692–1758)
- 1758–1788 Franz Wenzel von Clary-Aldringen
- 1789–1808 Johann Franz von Hardegg (1741–1808)

...
- 1831–1849 Johann Ernst von Hoyos (1779–1849)
- 1849–1874 Rudolf Wrbna und Freudenthal (4.4.1801 Vienna - 12.2.1874 Vienna)
- 1874–1897 Hugo von Abensperg und Traun (20 settembre 1828 Vienna - 3 agosto 1904 Maissau , Bassa Austria ) [10]
- 1897–1904 Leopold Gudenus (15 settembre 1843 Mühlbach , Bassa Austria - 1 ottobre 1913 Ulrichskirchen , Bassa Austria)
- ?–? Maximilian Theodor von Thun und Hohenstein (1857-1950)

## GliObersthof- und Landjagermeisternel regno di Boemia
- 1184–1185 Matthias
- 1189 Optimus
- 1194 Wilhelm
- 1221 Záviš
- 1225 Častolov zu Žitava
- 1227 Radoslav zu Ceblovice
- 1232-1233, 1239 Slavata zu Spytata
- 1233 Bohuslav
- 1230–1259 Bened
- 1234 Bohobud, Ranožír, Veceň
- 1234-1238 Roma
- 1238 Zdislav
- 1239 Vrch
- 1367–1378 Ctibor zu Fuchsberk
- 1380–1385 Jira zu Roztok
- 1385 Ctibor Tlam zu Drast
- prima del 1397 Sulek zu Chlistov
- 1396–1412 Filip Lanta zu Dědice
- 1417–1419 Janek zu Smilkov und zu Kostelka
- 1437 Hanuš von Kolowrat zu Krašov
- 1500 Jan Vratislav zu Mitrovic
- 1579–1581 Dětrich zu Švenda
- 1582–1588 Abundos Šlik
- 1594–1603 Jan Vřesovec da Vřesovice na Podsedice e Libčevs († 1605)
- 1603 (18 giugno) - 1606 Wenzel Kinsky von Wchinitz und Tettau
- 1611 [4] (agosto) – 1628 Wilhelm Kinsky von Wchinitz und Tettau (1574 – 25. 2. 1634 Cheb)
- 1620 Berthold Bohobud zu Lipé (1590–1643 Skalica)
- 1629–1633 Wolfgang Ilburg zu Vřesovice
- 1634 – 1647 Wilhelm Popel von Lobkowicz (circa 1575 – 1.1.1647)
- 1647 - 1659 Franz Wilhelm Popel von Lobkowicz (14 agosto 1616 - 26 febbraio 1670)
- 1659 - 1664 Rudolf Kounic (1617-21 aprile 1664)
- 1665 – 1680 Jan Adam Hrzán von Harasov
- 1681 – ? Ferdinand Wilhelm Popel von Lobkowicz (16 agosto 1647 – 24 gennaio 1708)
- 1696 – 1712 Oldřich Felix Popel von Lobkowicz (1650 – 4. 8. 1722)
- 1727–1751 Franz Karl von Clary-Aldringen (1675–1751)
- 1751–1760 Leopold Kinsky von Wchinitz und Tettau (1713–1760)
- 1767–1780 (17 aprile) Joseph Johann Maximilian Kinsky von Wchinitz und Tettau (15 novembre 1705-17 aprile 1780 Praga)
- 1781–1790 (13 gennaio) Johann Karl von Špork († 13 gennaio 1790)
- 1790–1816 (2. 6.) Johann Vojtěch Czernin von und zu Chudenitz (1746–1816)

## GliObersthof- und Landjägermeisterdel margraviato di Moravia
- 1203 Blud (Olomouc)
- 1203 Slavata
- 1210 Milej (Brno)
- 1227 Radoslav (Znojmo)
- 1230–1239 Beneda (Olomouc)
- 1232 Slavata, Spytata (Olomouc)
- 1233 Bohuslav
- 1234 Bohobud, Beneda, Ranožír (Znojmo)
- 1234 Rym (Olomouc)
- 1234 Vécen (Olomouc)
- 1238 Zdislav
- 1238 Rym (Brno)
- 1239 Spytata a Vrch (?)
- 1251–1259 Beneda
- 1259 Ludslav (Brno)
- 1278 Vlček
- ?-? Albert zu Donky
- 1306 Rajmund zu Lichtenburka (kolem 1265–1329)
- 1341 Berchtold zu Lipé, Jan zu Cimburka

## Territori ereditari della monarchia asburgica

### Alta Austria
Sino al 1848 la carica venne ricoperta dai conti e poi dai principi di Lamberg.
- 1707-1711 Leopold Matthias von Lamberg
- 1711-1712 Franz Joseph von Lamberg
- 1712-1759 Franz Anton von Lamberg
- 1759-1797 Johann Nepomuk von Lamberg
- 1797-1831 Carl Eugen von Lamberg
- 1831-1848 Gustav Joachim von Lamberg

### Bassa Austria
Sino al 1848 la carica venne ricoperta dai conti Baudissin-Zinzendorf-Pottendorf.
- ?-1673 Heinrich Gunther von Baudissin-Zinzendorf-Pottendorf (1636-1673)
- 1673-1748 Wolfgang Heinrich von Baudissin-Zinzendorf-Pottendorf (1671-1748)
- 1748-1786 Heinrich Christoph von Baudissin-Zinzendorf-Pottendorf (1709-1786)
- 1786-1814 Karl Ludwig von Baudissin-Zinzendorf-Pottendorf (1756-1814)
- 1814-1834 Heinrich August von Baudissin-Zinzendorf-Pottendorf (1795-1834)
- 1834-1848 Karl Wolfgang von Baudissin-Zinzendorf-Pottendorf (1818-1878)

### Stiria
L'incarico di Oberst-Erbland-Jägermeister della Stiria era ricoperto ereditariamente dalla nobile famiglia dei principi di Dietrichstein.
- 1580 (18 febbraio) - 1601 Corrado di Thannhausen († 14 giugno 1601)

...
- ?–1698 Ferdinando Giuseppe di Dietrichstein (25 settembre 1636-28 novembre 1698 Vienna)
- 1698–1708 Leopoldo Ignazio di Dietrichstein (16 agosto 1660 Eggenberg - 13 luglio 1708 Mikulov)
- 1708–1738 Gualtiero Francesco Saverio di Dietrichstein (18 settembre 1664 Brno – 3 novembre 1738 Mikulov)
- 1738–1784 Carlo Massimiliano di Dietrichstein (28 aprile 1702 Brno - 24 ottobre 1784 Mikulov)
- 1784-1808 Carlo Giovanni Battista di Dietrichstein (Mikulov, 27 giugno 1728 – Vienna, 25 maggio 1808)

...
- ?–1825 Josef Karl von Dietrichstein (Vienna 19.10.1763 – Vienna 17.9.1825)

### Carinzia
Sino al 1848 la carica venne ricoperta dai conti di Platz.

### Carniola
Sino al 1839 la carica venne ricoperta dai conti di Gallenberg.
- ?-1697 Georg Sigmund von Gallenberg (m. 1697)
- 1697-1760 Sigfried Balthasar von Gallenberg (1673-1760)
- 1760-1773 Wolfgang Sigismund von Gallenberg (1707-1773)
- 1773-1800 Joseph Sigismund von Gallenberg (1751-1800)
- 1800-1839 Wenzel Robert von Gallenberg (1783-1839)

### Tirolo
Sino al 1848 la carica venne ricoperta dai conti di Thun e poi dal ramo di Thun-Castel Fondo.
- ?-1735 Franz Xavier von Thun (1703-1735)
- 1735-1788 Johann Vigil von Thun (1723-1788)
- 1788-1842 Joseph Innozenz von Thun-Castelfondo (1761-1842)
- 1842-1848 Guidobald Maria von Thun-Castelfondo (1808-1865)

### Gorizia e Gradisca
Sino al 1848 la carica venne ricoperta dai conti di Strassoldo.
- ?-? Niccolò di Strassoldo
- ?-1714 Mathias Popejus von Strassoldo (1665-1714)
- 1714-1768 Joseph Anton von Strassoldo (1702-1768)
- 1768-1809 Leopold von Strassoldo (1739-1809)
- 1809-1848 Michael von Strassoldo-Grafenberg